# Pterolocera
Pterolocera is een geslacht van vlinders van de familie Anthelidae, uit de onderfamilie Anthelinae.

## Soorten
- P. amplicornis Walker, 1855
- P. ferruginea Strand, 1926
- P. ferrugineofusca Strand, 1926
- P. insignis (Herrich-Schäffer, 1856)
- P. isogama Turner, 1931